# Bargur
La bargur ou  baragur est une race bovine indienne. Elle appartient à la sous-espèce zébuine de Bos taurus.

## Origine
C'est une race élevée en Inde, principalement dans le district d'Erode, dans l'état de Tamil Nadu. La population est passée de 95 000 individus en 1977 à 45 000 en 1982 à moins de 10 000 en 2009.

## Morphologie
C'est une race de taille moyenne et compacte. Le mâle mesure en moyenne 1,25 mètre pour 340 kg et la femelle 1,22 pour 300 kg. Elle porte une robe brune, mouchetée de blanc. La bosse zébuine et le fanon sont prononcés, la tête a un front bombé marqué par un sillon prononcé Les cornes sont très rapprochées et tournées très en arrière et les oreilles larges sont attachées bas et perpendiculaires au corps. Le mufle est noir cerclé de clair.

## Aptitudes

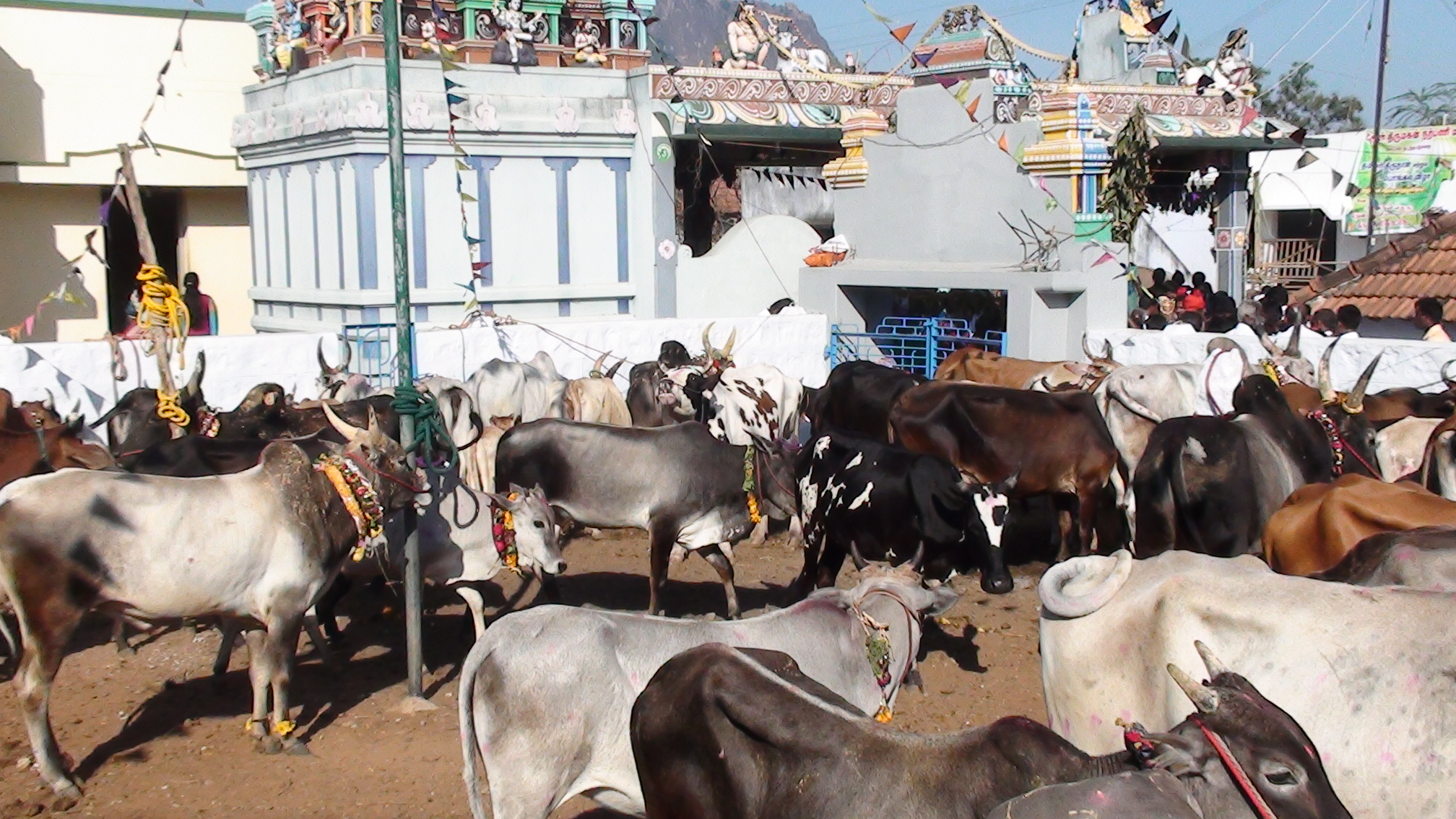
Vaches à robes variées dans le Tamil Nadu.

Elle est élevée principalement pour sa force de travail, la production laitière est anecdotique et souvent réservée au veau. En effet, dans un pays où la vache est sacrée, la viande bovine est interdite. Les vaches sont élevées en forêt avec peu d'intervention humaine. Elles sont parquées dans de vastes enclos et ramenées vers les villages au moment de travaux agricoles. Les bœufs dressés restent avec les humains pour être utilisés toute l'année.
Les bœufs sont réputés pour leur célérité et leur endurance au trot. L'utilisation de son fumier est aussi importante : engrais organique, combustible ou mortier.